# Trigonurinae
Trigonurinae, potporodica kukaca iz porodice Staphylinidae (kusokrilci). Postoji 7 vrsta unutar nje.
Imenovao ju je Reiche, 1865.

## Vrste
1. Trigonurus bruzasi Hatch, 1957
2. Trigonurus caelatus LeConte, 1874
3. Trigonurus crotchii LeConte, 1874
4. Trigonurus dilaticollis VanDyke, 1934
5. Trigonurus edwardsi Sharp, 1875
6. Trigonurus rugosus Sharp, 1875
7. Trigonurus sharpi Blackwelder, 1941